# Arroyo del Sauce (Arroyo Grande, rechtsseitig II)
Der Arroyo del Sauce ist ein Fluss in Uruguay.
Er entspringt südlich von Andresito in der Cuchilla de Marincho, südlich der Quelle des Arroyo Agua Dulce und nordnordwestlich der Quelle des linksseitigen Arroyo Marincho-Nebenflusses Arroyo de Flores. Von dort verläuft er auf dem Gebiet des Departamentos Flores in nordwestliche Richtung. Er mündet südwestlich von Andresito an der dort gelegenen Grenze zum Nachbardepartamento Soriano unweit westlich der dortigen Querung der Ruta 14 beim Paso de Luego als rechtsseitiger Nebenfluss in den Arroyo Grande.